# Titania
För andra betydelser, se Titania (olika betydelser).
Titania är den största av Uranus månar. Den upptäcktes 11 januari 1787 av Sir William Herschel. Titania är uppkallad efter gemålen till älvornas kung Oberon i William Shakespeares pjäs En midsommarnattsdröm.

## Omloppsbana och rotation
Titania kretsar kring Uranus på 435 910 kilometers avstånd på 8,706 dygn. Omloppsbanan har en excentricitet på 0,0011 med en inklination på 0,340° i förhållande till Uranus ekvator. Dess rotation är synkroniserad.

## Fysiska egenskaper
De hittills enda närbilderna av Titania togs av Voyager 2 då den passerade förbi månen under sin förbiflygning av Uranus i januari 1986. Vid tidpunkten för förbiflygningen var den södra hemisfären riktad mot solen så endast den blev studerad.
Fastän dess inre struktur är okänd har man tagit fram en modell som visar att Titania består av ungefär 50 % is, 30 % silikater och 20 % organiskt material, huvudsakligen metan. Titanias yta är består av en blandning av bekratrad terräng och ett system av förenade dalar som är hundratals kilometer långa. Vissa av kratrarna verkar vara halvt under vatten. Titanias yta är tydligt relativt ung. 
Titanias mest anmärkningsvärda kännetecken är Messin Chasma. Messin Chasma är en jättelik kanjon, 1600 kilometer lång och ungefär 1 kilometer djup, så stor så att Grand Canyon ser liten ut i jämförelse och är i samma klass som Valles Marineris på Mars eller Ithaca Chasma på Saturnus måne Tethys.
En teori om Titanias historia är att den en gång var tillräckligt het för att vara flytande. Ytan kyldes antagligen först; när det inre sedan frös expanderade det och spräckte ytan vilket resulterade i de dalar vi kan se idag.

## Ockultation
Den 8 september 2001 ockulterade Titania en ljussvag stjärna; vilket gav en möjlighet att både förfina dess diameter och form, och samtidigt försöka hitta någon atmosfär. Datan som erhölls från ockultationen visade ett yttryck på endast 0,03 mikrobar; om det existerar en atmosfär, så är den i så fall mycket tunnare än Tritons eller Plutos. 